# Mondim de Basto
Mondim de Basto is een plaats en gemeente in het Portugese district Vila Real.
De gemeente heeft een totale oppervlakte van 172 km² en telde 8.573 inwoners in 2001.

## Kernen
De gemeente Mondim de Basto bestaat uit de volgende 8 kernen:
- Atei
- Bilhó
- Campanhó
- Ermelo
- Mondim de Basto
- Paradança
- Pardelhas
- Vilar de Ferreiros